# Rosalind P. Walter
Rosalind P. Walter, nascida Rosalind Palmer (Brooklyn, 25 de junho de 1924 - Manhattan, 4 de março de 2020) foi uma filantropa americana e defensora das ciências humanas, mais conhecida por seu apoio no final do século XX e início do século XXI na programação de televisão pública nos Estados Unidos. Ela também contribuiu para a melhoria das oportunidades educacionais para jovens desfavorecidos e para a proteção da vida selvagem e áreas abertas.
Durante a Segunda Guerra Mundial, ela inspirou a criação de "Rosie the Riveter", uma canção sobre mulheres civis empregadas na indústria da guerra, escrita por Redd Evans e John Jacob Loeb e popularizada por Kay Kyser e The Four Vagabonds.

## Vida pregressa
Rosalind Palmer nasceu em 25 de junho de 1924, no Brooklyn, Nova York, filha do falecido Winthrop (Bushnell) Palmer, presidente e professor de literatura e artes plásticas da Universidade de Long Island, e Carleton Humphreys Palmer, presidente da ER Squibb and Sons, uma empresa farmacêutica com sede em Brooklyn, Nova York, fundada em 1892 e agora é subsidiária da Bristol-Myers Squibb Company.
Criada em Nova York, foi educada na Escola Ethel Walker, em Connecticut. Em 1940, ela morava em Manhattan com seus pais e irmãos mais velhos, Lowell e Winthrop.
Durante a década de 1950, ela se mudou com sua família para Center Island, no condado de Nassau, Nova York.

## Segunda Guerra Mundial
Depois de se formar no colegial, Rosalind Palmer tornou-se uma das muitas jovens mulheres a garantir empregos na indústria da guerra durante a Segunda Guerra Mundial. "A poderosa imagem feminina de Rosie (o rebitador) foi desenvolvida sob os auspícios do Conselho de Produção de Guerra para inspirar um comportamento patriótico", de acordo com a escritora Ginny McPartland, que relatou em 2013 que a idéia de dar o nome à "trabalhadora de guerra" de 'Rosie' provavelmente começou com uma matéria de jornal sobre Rosalind P. Walter, operário de uma fábrica de aeronaves em Nova York". Contratado para o turno da noite, Palmer foi, de fato, empregada como "uma rebitadora em aviões de combate Corsair", segundo o The New York Times. Outras fontes notaram que ela trabalhou em F4U marinhos aviões de combate de gaivota-de-asa, e que ela "quebrou os registros para a velocidade na linha de produção, que defende a igualdade de remuneração para seus colegas de trabalho do sexo feminino.
Em 1942, ela inspirou Redd Evans e John Jacob Loeb a escrever a música "Rosie the Riveter", que foi gravada por Kay Kyser e The Four Vagabonds.

## Vida pós-guerra e filantropia
Após o fim da guerra, Rosalind Palmer casou-se com Henry S. Thompson, tenente da Reserva da Marinha dos Estados Unidos. Eles se casaram na Igreja Presbiteriana da Quinta Avenida, em Nova York, em 22 de junho de 1946, e se tornaram pais do filho Henry. Eles se divorciaram em 1954.
Em 1956, Rosalind (Palmer) Thompson casou-se com Henry Glendon Walter, Jr. (1910–2000) em Manhattan. Um amigo da família Palmer que foi contratado pelo escritório de advocacia de Fulton, Walter & Halley em 1945, Henry G. Walter Jr. tornou-se presidente (1962) e presidente e diretor executivo (1970) da International Flavors and International. Fragrances, cargo que ocupou até sua aposentadoria em 1985.
Durante o casamento, eles atuaram conjunta e independentemente em uma série de atividades filantrópicas, inclusive como curadores do Museu Americano de História Natural e da Universidade de Long Island, que lhe concederam um diploma honorário em 1983 e observaram em 2000, que "Hank e Roz foram os primeiros cidadãos e benfeitores desta universidade em todos os aspectos".
Em 1951, ela estabeleceu a Fundação Walter, que hoje é conhecida como Fundação Rosalind P. Walter. Sediada na cidade de Nova York, essa fundação não operacional privada foi designada como organização 501 (c) (3) pelo Internal Revenue Service dos EUA em maio de 1953.
Mais conhecida por subscrever programas de televisão pública nos Estados Unidos, ela apoiou a série PBS, Great Performances, e documentários como: Shakespeare Uncovered da Blakeway Productions, The Roosevelts: An Intimate History, de Ken Burns, The Pilgrims, de Ric Burns, e a série American Masters, ganhadora do Emmy, de Susan Lacy, pela WNET.
Em reconhecimento à sua história de doações, a WNET nomeou Rosalind P. Walter para seu conselho de administração em 1989. Entrevistado pelo New York Times em 1994, o presidente da emissora Bill Baker observou: "Ela é uma daquelas pessoas maravilhosas que toda organização sem fins lucrativos precisa ter. . . . Temos muitas pessoas que sobem ao altar com ótimas sugestões e depois temos que correr atrás dos fundos. Mas ela geralmente é o dólar final que recebe um programa sobre os ombros". Quando os líderes da WNET entregaram o Relatório Anual da organização para 2007-2008, ela havia doado pelo menos US $ 5.000.000 para essa estação de televisão pública.
Ela também prestou apoio ao PBS NewsHour, atuou em várias capacidades de liderança do Paley Center for Media e estabeleceu uma bolsa de jornalismo na Universidade de Long Island.
A mãe de Walter, Winthrop Palmer, morreu em 1988, e seu marido, Henry Glendon Walter Jr., morreu aos 90 anos em 11 de novembro de 2000, no Hospital de Nova York.
Uma casa em Center Island, Nova York, que já pertencia a Walter, foi comprada pelo cantor, compositor e pianista americano Billy Joel.

### USTA, o Hall da Fama do Tênis Internacional, bem-estar e educação pública
Um membro do conselho de superintendentes do Grenville Baker Boys & Girls Club e apoiador vitalício de seu fundo anual, Rosalind P. Walter foi introduzida no Hall da Fama do clube em 2016. Ela também era membro do Comitê Nacional de Prevenção de Drogas da Cidade Interior.
Administradora vitalícia do International Tennis Hall of Fame em Newport, Rhode Island, ela também foi nomeada pela United States Tennis Association para o conselho de administração do seu programa USTA Serves, e forneceu o financiamento para as primeiras bolsas de estudos concedidas sob esse iniciativa. Nomeado em sua homenagem em 2011, esse programa agora concede anualmente financiamento "a um aluno do sexo masculino e uma do sexo feminino, com bom desempenho acadêmico, que está ingressando em um programa de quatro anos de faculdade ou universidade" e que "compartilham a crença de Walter em sempre oferecer esforço e retribuição à comunidade para torná-la um lugar melhor ". Cada aluno selecionado é "elegível para receber US $ 2.500 por ano, num total de até US $ 10.000, para cobrir os custos das mensalidades, alojamento e alimentação e materiais educacionais".

### Preservação da vida selvagem e conservação da terra
Membro do conselho de administração do North Shore Wildlife Sanctuary, ela contribuiu para os esforços da North Shore Land Alliance em 2014 para comprar a propriedade de Humes, de 28 acres em Mill Neck, Nova York, a fim de preservar o prado, as florestas de água doce, bosques e nove estruturas localizadas lá.
Em 2016, a North Shore Land Alliance listou "Mrs. Henry G. Walter Jr. / Fundação Rosalind P. Walter "em seu registro de indivíduos e organizações que doaram para a Aliança em 2015 no nível" US $ 25.000 a US $ 49.999".
Walter morreu em sua casa em Manhattan em 4 de março de 2020.